# Stenotarsia melaena
Stenotarsia melaena är en skalbaggsart som beskrevs av Leon Fairmaire 1898. Stenotarsia melaena ingår i släktet Stenotarsia och familjen Cetoniidae. Inga underarter finns listade i Catalogue of Life.